# 沛小嵐
沛小嵐（1955年11月6日—），本名林淑霞，臺灣女演員、女歌手，現定居於新北市蘆洲區，丈夫是臺灣男演員馬如龍，妹妹林秀玲也是演員。沛小嵐最出名的演出是在民視經典長壽劇《親戚不計較》飾演洪茶一角。

## 電視劇
| 年份   | 頻道       | 劇名                     | 飾演     |
| 1976年 | 台視       | 《青蚵嫂》               | 鄧寶惜   |
| 1976年 | 台視       | 周三劇場《琵琶魂》       | 柳瑞雪   |
| 1978年 | 台視       | 《南台群英》             | 石玉環   |
| 1988年 | 華視       | 葉青歌仔戲《春江花月夜》 | 碧桃     |
| 1989年 | 華視       | 《愛你入骨》             | 王珊珊   |
|        | 華視       | 《順天聖母》             | 胡碧珠   |
| 1997年 | 民視       | 《菅芒花的春天》         | 春枝     |
| 1999年 | 台視       | 《雨中鳥》               | 月里     |
| 1999年 | 民視       | 《一枝草一點露》         | 秀英     |
| 1999年 | 民視       | 《親戚不計較》           | 卓洪茶   |
| 2005年 | 三立台灣台 | 《台灣龍捲風》           | 劉雅琴   |
| 2005年 | 台視       | 《我最愛的人》           | 淑蘭     |
| 2006年 | 民視       | 《黑貓大旅社》           | 劉金鳳   |
| 2014年 | 三立都會台 | 《女人30情定水舞間》     | 徐何金桂 |
| 2014年 | 三立台灣台 | 《世間情》               | 廖水蓮   |
| 2016年 | 三立台灣台 | 《紫色大稻埕》           | 素蓮     |
| 2017年 | 三立台灣台 | 《一家人》               | 黃麗娟   |
| 2020年 | 三立台灣台 | 《羅雀高飛》             | 林宋麗如 |
| 2023年 | Netflix    | 《此時此刻》             | 李秀荷   |

## 電影
| 年份   | 片名                 | 飾演     |
| 2008年 | 《海角七號》         | 阿嘉媽   |
| 2017年 | 《52 Hz I Love You》 | 女客人   |
| 2022年 | 《民雄鬼屋》         | 何丁招男 |

### 短篇電影
| 年份   | 片名         | 飾演 |
| 2021年 | 《伊竟還鄉》 | 呂母 |

## 外部連結
- 沛小嵐在互联网电影资料库（IMDb）上的資料（英文）
- 沛小嵐在香港影庫上的簡介
- 沛小嵐在豆瓣上的资料（简体中文）
- 沛小嵐在时光网上的簡介（简体中文）